# Rima Mairan
Rima Mairan és una estructura geològica del tipus rima a la superfície de la Lluna, situada amb el sistema de coordenades planetocèntriques a 39.94 ° de latitud N i -46.3 ° de longitud E. Fa un diàmetre de 120.51 km. El nom va ser fet oficial per la UAI l'any 1964 i fa referència al proper cràter Mairan.